# Rukomet na pijesku
Rukomet na pijesku je momčadski sport u kojemu dvije ekipe igraju jedna protiv druge. 

## Pravila
Igralište je pravokutnik dužine 27 m i širine 12 m; sastoji se od polja za igru i dva vratareva prostora. Vrata se nalaze na sredini poprečnih linija. Unutarnja visina vrata je 2 m, a širina 3 m. Svaka ekipa sastoji se od 4 igrača u polju i četiri rezerve. Ekipa u obrani ima golmana i 3 igrača dok ekipa u napadu ima 4 igrača. Kada ekipa dođe u posjed lopte golman izlazi van, a u igru ulazi četvrti igrač u polju, tzv. marker. 

Utakmica se igra na 2 seta po 10 minuta. Ako je jedna ekipa pobijedila u oba seta, pobijedila je i utakmicu. Ako je rezultat nakon dva seta 1:1 tada se igra šut-aut. U šut-autu po 5 igrača svake ekipe naizmjenično izvode udarce. Ako je i nakon toga rezultat neriješen šut-aut se nastavlja po jedan dok netko ne pogriješi. Šut-aut se izvodi tako što igrač stojeći na liniji svog šesterca doda loptu svom golmanu i trčeći prema suparničkom golu hvata loptu i upućuje udarac.

Pogodak se boduje 2 boda kada ga postigne golman ili marker te kada igrač postigne pogodak iz piruete (okret u zraku za 360 stupnjeva) ili zepelina (u zraku uhvaćena i upućena lopta na gol). Svi ostali pogodci vrijede 1 bod. Ovo pravilo vrijedi za igru i za šut-aut.

Utakmicu sude 2 suca.

Igra je iznimno dinamična i atraktivna.

## Povijest
Nastao je 1990. u Italiji.
Od 2006. u Švicarskoj u Einsiedelnu se održava International Beachhandball indoor tournament.

## U Hrvatskoj
Povijest rukometa na pijesku u Hrvatskoj u usporedbi s drugim zemljama započinje vrlo kasno, točnije 2002. godine na poziv EHF-a da se uključi u projekt "Beach handball". Tada se započinje s realizacijom projekta koji je obuhvaćao organizaciju rada i izgradnju pjeskaških terena. Uz zagrebačko jezero Jarun izgradilo se te godine prvo igralište za rukomet na pijesku. Uz suradnju s RŠC Jarun, u organizaciji prof. Zlatka Belančića,  održan je 4. svibnja 2002. godine prvi promotivni turnir rukometa na pijesku uz sudjelovanje 6 ekipa. Nakon toga su u Zagrebu odigravani turniri svakog vikenda, ali i u Ivancu, Karlovcu i Crikvenici na improviziranim terenima.
Hrvatski rukometni savez prihvatio je poziv EHF-a za sudjelovanje na II. Europskom prvenstvu u Cadizu. Muška selekcija formirana je od igrača iz rukometnikh klubova Dubrava, Maksimir Princ, Zadar i Karlovac pod vodstvom izbornika prof. Zlatka Belančića, gdje je u konkurenciji 16 europskih nacionalnih selekcija osvojeno 12. mjesto. Taj rezultat je potaknuo razvoj rukometa na pijesku u Hrvatskoj što je rezultiralo održavanjem prvog Prvenstva Hrvatske na RŠC Jarun 31. kolovoza 2002. godine. Na Prvenstvu su se okupile 24 ekipe, a naslove najboljih su osvojile ekipe Radio 101 (Zagreb) i Sloga (Sveta Nedjelja).
U okviru HRS-a formirano je Povjerenstvo za rukomet na pijesku koje postaje nositelj aktivnosti rukometa na pijesku u Hrvatskoj. 
Na Sajmu sporta i nautike 2003. godine rukomet na pijesku prvi se put prezentira kao nova sportska igra u Hrvatskoj. U Zagrebu su iste godine prvi puta u projekt rukometa na pijesku uključene sve dobne kategorije - odigrana su prvenstva osnovnih i srednjih škola te prvenstvo Sveučilišta. Prvi je put odigrana i Jarunska liga koja je trajala dva mjeseca uz sudjelovanje 12 muških i 9 ženskih ekipa.
U vrijeme Sajma sporta i nautike 2004. godine odigran je Zagrebački velesajamski kup. Također, na početku sezone rukometa na pijesku odigravanja prvenstva Sveučilišta, osnovnih i srednjih škola te Jarunske lige postaju tradicionalna. 2004. godine, u tada novopokrenuti European Beach Handball Tour (EBT) Hrvatska se uključila organizacijom tri turnira (Zagreb Open, Trogir Open, Pag Open). Trogirski EBT turnir je ujedno bio i Prvenstvo Hrvatske za 2004. godinu.
Osim reprezentativnih uspjeha, bilježe se uspjesi i na klupskoj razini. ŽKRP Kontesa Nera te muška i ženska ekipa Detona Zagreb višestruki su prvaci Europe.
Zagrebačka liga rukometa na pijesku, koja se održava od 2005., najstarije je natjecanje u rukometu na pijesku u Hrvatskoj.
EBT Masters u Hrvatskoj je prvi put održan 2012. u Umagu.
Od 2018. godine dodan je na popis izbornih predmeta pri Kineziološkom fakultetu u Zagrebu.
Hrvatska je u Zagrebu 2019. bila domaćin prvog Sveučilišnog prvenstva u rukometu na pijesku (EUSA EHF Beachandball Championship).
Ženski klub rukometa na pijesku “Kontesa Nera”, osnovan u travnju 2004., u lipnju iste godine upisan je u Registar udruga kao prvi klub rukometa na pijesku u Republici Hrvatskoj.

## Zanimljivosti
2003. godine na Sajmu sporta i nautike odigrana je promotivna utakmica u rukometu na pijesku između olimpijskih pobjednika iz Atlante i svjetskih prvaka iz Portugala.

## Popis dugovječnih i značajnih turnira u rukometu na pijesku u Hrvatskoj
| Turniri s barem 10 izdanja ili 1. turniri svoje vrste u Hrvatskoj ili po nečemu drugome značajni turniri | Turniri s barem 10 izdanja ili 1. turniri svoje vrste u Hrvatskoj ili po nečemu drugome značajni turniri | Turniri s barem 10 izdanja ili 1. turniri svoje vrste u Hrvatskoj ili po nečemu drugome značajni turniri | Turniri s barem 10 izdanja ili 1. turniri svoje vrste u Hrvatskoj ili po nečemu drugome značajni turniri | Turniri s barem 10 izdanja ili 1. turniri svoje vrste u Hrvatskoj ili po nečemu drugome značajni turniri | Turniri s barem 10 izdanja ili 1. turniri svoje vrste u Hrvatskoj ili po nečemu drugome značajni turniri | Turniri s barem 10 izdanja ili 1. turniri svoje vrste u Hrvatskoj ili po nečemu drugome značajni turniri |
| | Naziv turnira                                                                                            | Lokacija                                                                                                 | 1. izdanje                                                                                               | Zadnje izdanje                                                                                           | Bilješke | Ref |
| --- | --- | --- | --- | --- | --- | --- |
| EBT | Jarun kup                                                                                                | Zagreb                                                                                                   | 2008. | igra se                                                                                                  | najveći hrvatski turnir u rukometu na pijesku te jedan od najvećih u Europi po kriteriju EBT bodova | |
| | Pag Open                                                                                                 | Pag | 2004. | 2009. | jedan od prva četiri turnira u RNP u Hrvatskoj; | |
| | Trogir Open                                                                                              | Trogir                                                                                                   | 2004. | 2011. | jedan od prva četiri turnira u RNP u Hrvatskoj; | |
| | Umag Open                                                                                                | Umag | 2011. | ? | | |
| EBT | Zagreb Open                                                                                              | Zagreb                                                                                                   | 2004. | igra se                                                                                                  | jedan od prva četiri turnira u RNP u Hrvatskoj; najdugovječniji hrvatski turnir u rukometu na pijesku koji je u ranim godinama postojanja bio najjači hrvatski i jedan od najjačih turnira u Europi po kriteriju EBT bodova | |
| | Zagrebački velesajamski kup                                                                              | Zagreb                                                                                                   | 2004. | 2004. | jedan od prva četiri turnira u RNP u Hrvatskoj; | |

## Vanjske poveznice
- Hrvatski rukometni savez – Rukomet na pijesku, hrs.hr
- Hrvatski rukometni savez – Rukomet na pijesku, bhc.com.hr
- Službena stranica European Beach Handball Tour (EBT)  Arhivirana inačica izvorne stranice od 18. ožujka 2009. (Wayback Machine)